# Plobannalec-Lesconil
Plobannalec-Lesconil é uma comuna francesa na região administrativa da Bretanha, no departamento Finisterra. Estende-se por uma área de 18,2 km². Em 2010 a comuna tinha 3 606 habitantes (densidade: 198,1 hab./km²).